# کیش‌روزوادی
کیش‌روزوادی (به مجاری:  Kisrozvágy) یک منطقهٔ مسکونی در مجارستان است که در ناحیه تسیگاند واقع شده‌است. کیش‌روزوادی ۸٬۳۴ کیلومتر مربع مساحت و ۱۶۹ نفر جمعیت دارد و ۹۸ متر بالاتر از سطح دریا واقع شده‌است.